# Campyloneurum cochense
Campyloneurum cochense är en stensöteväxtart som först beskrevs av Georg Hans Emmo Wolfgang Hieronymus, och fick sitt nu gällande namn av Ren-Chang Ching. Campyloneurum cochense ingår i släktet Campyloneurum och familjen Polypodiaceae. Inga underarter finns listade.